# Masoreta

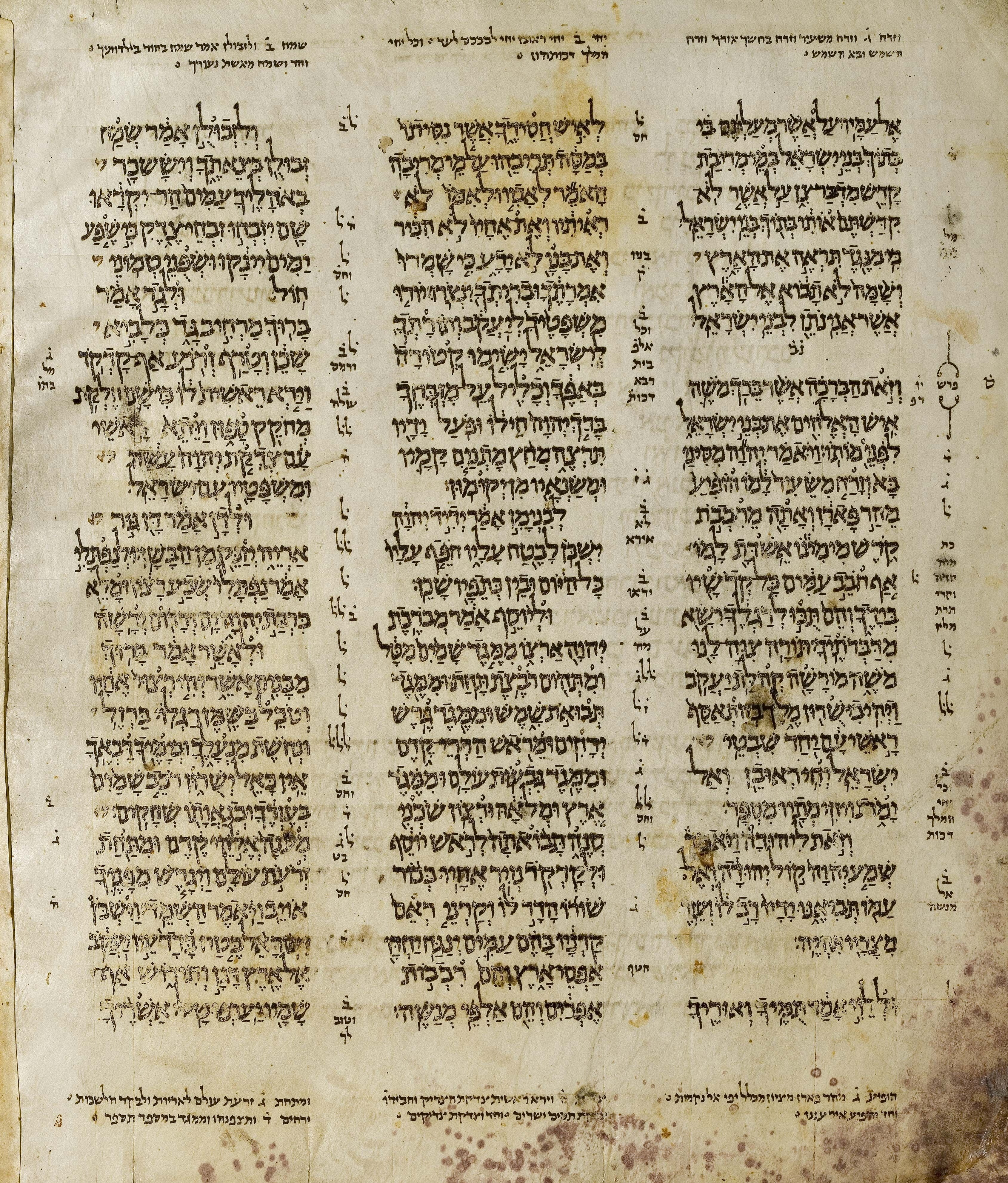
Còdex Aleppo: Bíblia hebrea del amb puntuació masorètica

Els masoretes eren jueus que van succeir els soferim o escribes en la responsabilitat de fer còpies de les Sagrades Escriptures. El terme hebreu masora significa «tradició». Designa la compilació de tradicions rabíniques relatives al text bíblic que els masoretes recolliren en els marges superior e inferior de cada pàgina d'un manuscrit.

## Context
Eren rabins i escribes estudiosos que compilaven l'anomenat text masorètic, que és el text més usat per fer traduccions i vist per molts estudiosos com el més fiable de l'Antic Testament. Els masoretes van començar el seu treball segles després de Crist i el seguiren fent fins al segle xi.
El Còdex Aleppo, del segle x, és la versió més antiga del text masorètic de la Bíblia Hebrea. Malauradament una part d'ell es va cremar l'any 1947. El Còdex de Leningrad que data de l'any 1008 és la versió masorètica completa més antiga que es conserva actualment.